# Fundamental Films
Fundamental Films — китайська кінокомпанія та дистриб'ютор, що займається виробництвом та дистриб'юцією художних та телевізійних фільмів. Базується у місті Шанхай. Заснована у 2008 році.

## Фільмографія
Найвідоміші фільми, що зняті компанією:
- Перевізник: Спадщина // The Transporter Refueled (2015)
- Гра над прірвою // The Precipice Game (2016)
- Дев'ять життів // Nine Lives (2016)
- Ворота воїнів // Warrior's Gate (2016)
- Суперекспрес // Super Express (2016)
- Валеріан і місто тисячі планет // Valerian and the City of a Thousand Planets (2017)[4]
- Реплікація // Replicas (2017)